# Política
Política (do Grego: πολιτικός / politikos, significa " algo relacionado com grupos sociais que integram a Pólis "), algo que tem a ver com a organização, direção e administração de nações ou Estados. É o Direito, enquanto ciência aplicada não só aos assuntos internos da nação (política interna), mas também aos assuntos externos (política externa). Nos regimes democráticos, a ciência política é a atividade dos cidadãos que se ocupam dos assuntos públicos com seu voto ou com sua militância.
A palavra tem origem nos tempos em que os gregos estavam organizados em Pólis (cidades-Estado), nome do qual se derivaram palavras como "politiké" (política em geral) e "politikós" (dos cidadãos, pertencente aos cidadãos), que estenderam-se ao latim "politicus" e chegaram às línguas europeias modernas através do francês "politique" que, em 1265 já era definida nesse idioma como "ciência dos Estados".
O termo política é derivado do grego antigo πολιτεία (politeía), que indicava todos os procedimentos relativos à Pólis, ou cidade-Estado grega. Por extensão, poderia significar tanto cidade-Estado quanto sociedade, comunidade, coletividade e outras definições referentes à vida urbana.
O livro de Platão traduzido como "A República" é, no original, intitulado "Πολιτεία" (Politeía).
| “ | (...) o homem é, naturalmente, um animal político (...) | ” |
|   | — Aristóteles .                                         |   |

## Acepções básicas

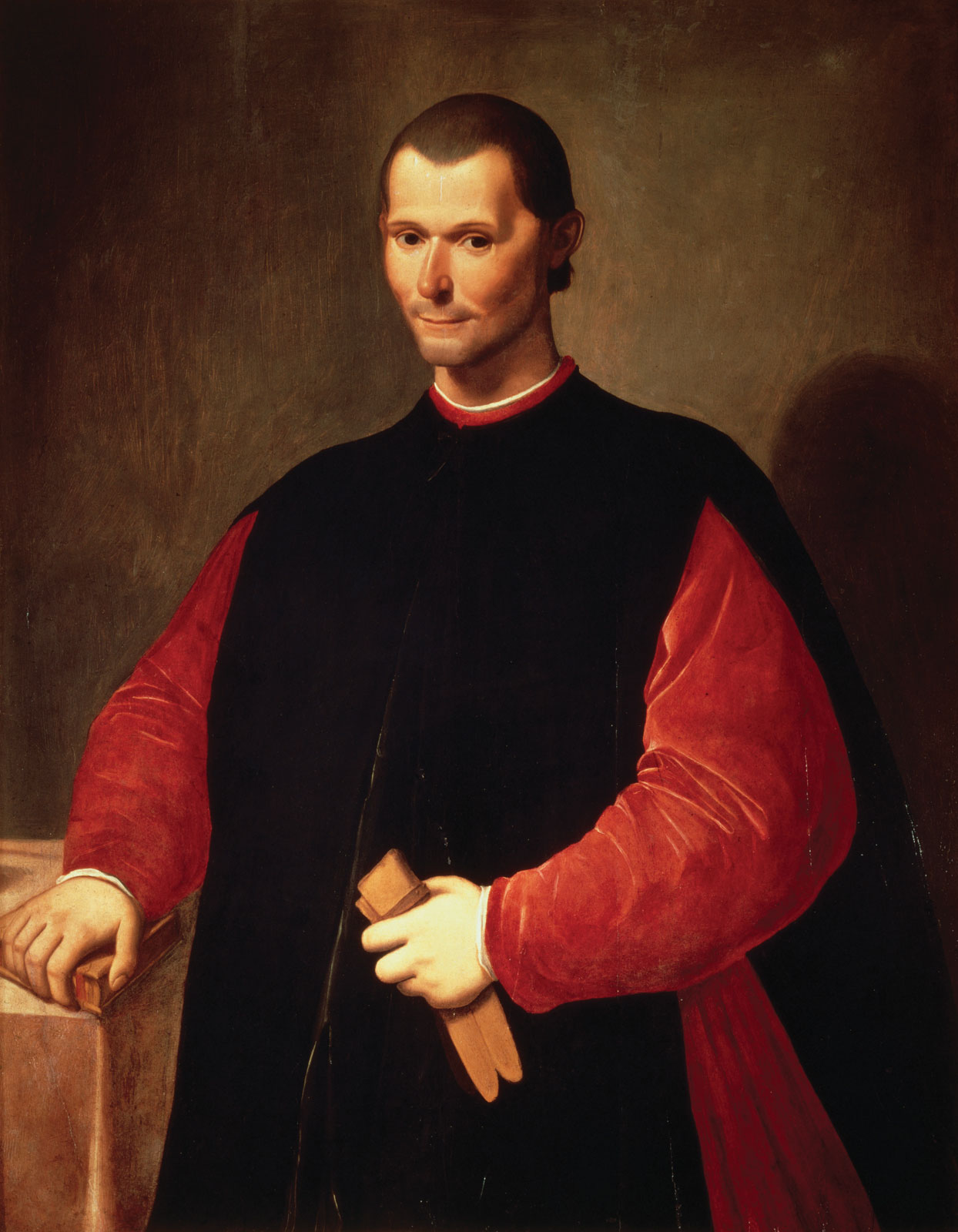
Nicolau Maquiavel, conhecido como o "Pai da Ciência Política".

- No sentido comum, vago e às vezes um tanto impreciso, política, como substantivo ou adjetivo, compreende arte de guiar ou influenciar o modo de governo pela organização de um partido político, pela influência da opinião pública, pela aliciação de eleitores;[4]
- Na conceituação erudita, política "consiste nos meios adequados à obtenção de qualquer vantagem", segundo Hobbes ou "o conjunto dos meios que permitem alcançar os efeitos desejados", para Russel ou "a arte de conquistar, manter e exercer o poder, o governo", que é a noção dada por Nicolau Maquiavel, em O Príncipe;[5]
- Política pode ser ainda a orientação ou a atitude de um governo em relação a certos assuntos e problemas de interesse público: política financeira, política educacional, política social, política do café com leite;
- Numa conceituação moderna, política é a ciência moral normativa do governo da sociedade civil;[7]
- Outros a definem como conhecimento ou estudo "das relações de regularidade e concordância dos fatos com os motivos que inspiram as lutas em torno do poder do Estado e entre os Estados".[8]

A política é objeto de estudo da ciência política e da ciência social.

## Significado clássico e moderno
O termo "política" se expandiu graças à influência de Aristóteles. O filósofo categorizava funções e divisão do Estado e as várias formas de Governo, com o significado mais comum de arte ou ciência do Governo; desde a origem ocorreu uma transposição de significado das coisas qualificadas como político, para a forma de saber mais ou menos organizado sobre esse mesmo conjunto de coisas.
O termo política foi usado, a seguir, para designar principalmente as obras dedicadas ao estudo daquela esfera de atividades humanas que se refere de algum modo às coisas do Estado: Politica methodice digesta, exemplo célebre, é obra com que Johannes Althusius (1603) expôs uma das teorias da consociatio publica (o Estado no sentido moderno da palavra), abrangido em seu seio várias formas de consociationes menores. Na época moderna, o termo perdeu seu significado original, substituído pouco a pouco por outras expressões como ciência do Estado, doutrina do Estado, ciência política, filosofia política, passando a ser comumente usado para indicar a atividade ou conjunto de atividades que, de alguma maneira, têm como termo de referência a pólis, ou seja, o Estado.

## Política e poder

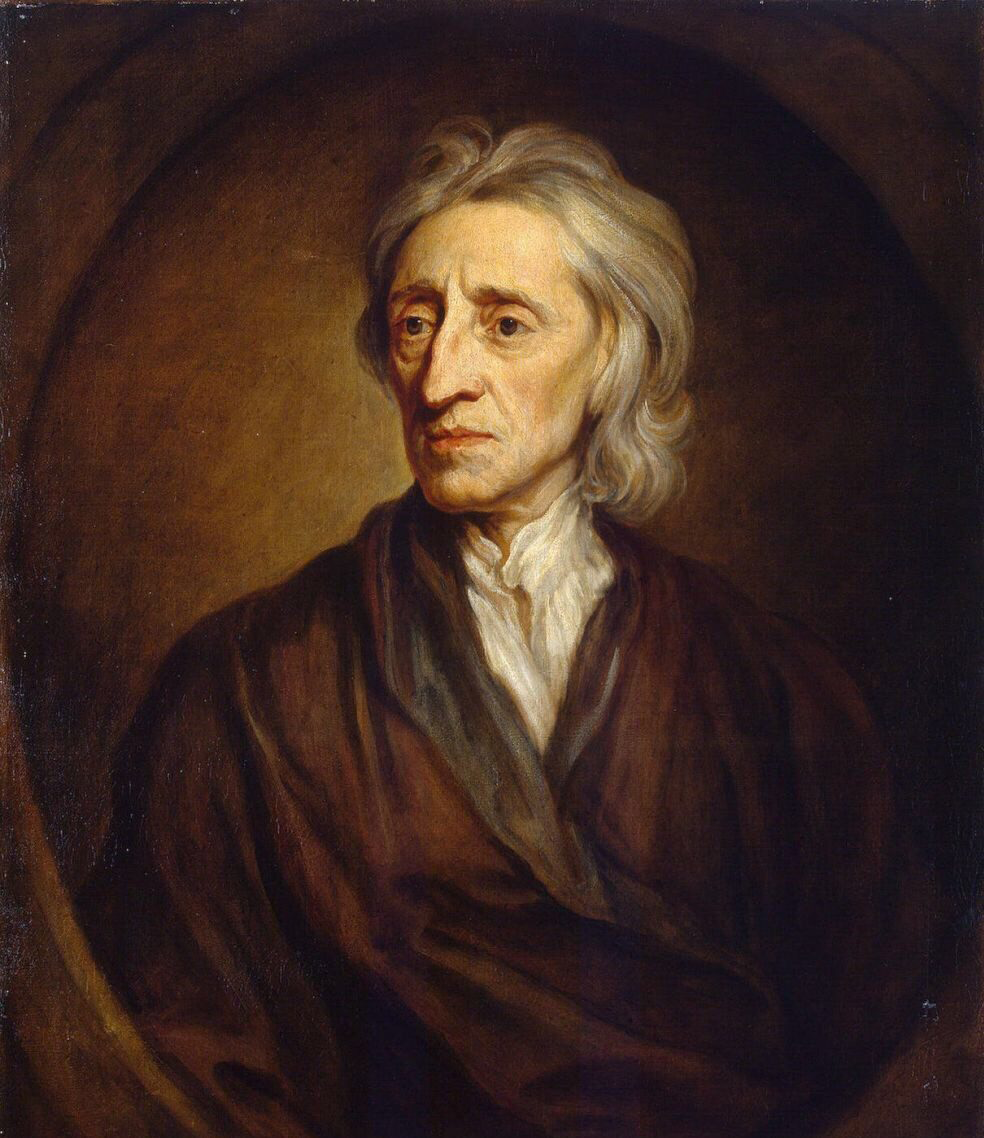
John Locke, teórico político inglês e um dos principais formuladores da teoria do Contrato social.

A política, como forma de atividade ou de práxis humana, está estreitamente ligada ao poder. O poder político é o poder de uma pessoa sobre outra pessoa, descartados outros exercícios de poder, sobre a natureza ou os animais, por exemplo. Poder que tem sido tradicionalmente definido como "consistente nos meios adequados à obtenção de qualquer vantagem" (Hobbes) ou, como "conjunto dos meios que permitem alcançar os efeitos desejados" (Russell).

### Formas e origens do poder
São várias as formas de exercícios de poder de um indivíduo sobre outro; o poder político é apenas uma delas.

#### Concepção aristotélica
Para Aristóteles a distinção é baseada no interesse de quem se exerce o poder: o paterno (pátrio poder) se exerce pelo interesse dos filhos; o despótico, pelo interesse do senhor; o político, pelo interesse de quem governa e de quem é governado. Tratando-se das formas corretas de Governo. Nas demais, o característico é que o poder seja exercido em benefício dos governantes.

#### Concepção jusnaturalista
O critério que acabou por prevalecer nos tratados do jusnaturalismo (direito natural) foi da legitimação, encontrado no cap. XV do Segundo tratado sobre o governo de Locke: o fundamento do poder paterno é a natureza, do poder despótico o castigo por um delito cometido, do poder civil o consenso. Estas justificações do poder correspondem às três fórmulas clássicas do fundamento da obrigação: ex natura, ex delicio, ex contractu.

#### Caráter específico do poder
Os critérios aristotélico ou jusnaturalista não permitem distinguir o caráter específico do poder político.
Os escritores políticos não cessaram nunca de identificar governos paternalistas ou despóticos, ou então governos cuja relação com os governados se assemelhavam ora à relação entre pai e filhos, ora à entre senhor e escravos, e que não deixam, por isso, de ser governos tanto quanto os que agem pelo bem público e se fundam no consenso.

### Tipos de poder
O elemento específico do poder político pode ser obtido das várias formas de poder, baseadas nos meios de que se serve o sujeito ativo da relação para determinar o comportamento do sujeito passivo. Assim, podemos distinguir três grandes classes de um conceito amplíssimo do poder.

#### Poder econômico
É o que se vale da posse de certos bens, necessários ou considerados como tais, numa situação de necessidade para controlar aqueles que não os possuem. Consistente também na realização de um certo tipo de trabalho. A posse dos meios de produção é enorme fonte de poder para aqueles que os têm em relação àqueles que os não têm: o poder do chefe de uma empresa deriva da possibilidade que a posse ou disponibilidade dos meios de produção lhe oferece de poder vender a força de trabalho a troco de um salário. Quem possui abundância de bens é capaz de influenciar o comportamento de quem não os tem pela promessa e concessão de vantagens.

#### Poder ideológico
O poder ideológico se baseia na influência que as ideias da pessoa investida de autoridade exerce sobre a conduta dos demais: deste tipo de condicionamento nasce a importância social daqueles que sabem, quer os sacerdotes das sociedades arcaicas, quer os intelectuais ou cientistas das sociedades evoluídas. É por eles, pelos valores que difundem ou pelos conhecimentos que comunicam, que ocorre a de socialização necessária à coesão e integração do grupo. O poder dos intelectuais e cientistas emerge na modernidade quando as ciências ganham um estatuto preponderante na vida política da sociedade, influenciando enormemente o comportamento das pessoas. A ciência se propõe a responder pelos mistérios da vida, o que na Idade Média era "mistério da fé".

#### Poder político
O poder político se baseia na posse dos instrumentos com os quais se exerce a força física: é o poder coator no sentido mais estrito da palavra.
A possibilidade de recorrer à força distingue o poder político das outras formas de poder. Isso não significa que, ele seja exercido pelo uso da força, mas sim que haja a possibilidade do uso, sendo esta a condição necessária, mas não suficiente, para a existência do poder político. A característica mais notável do poder político é que ele detém a exclusividade do uso da força em relação à totalidade dos grupos sob sua influência.
No poder político há três características. Uma delas é a Exclusividade, que trata da tendência de não se permitir a organização de uma força concorrente como, por exemplo, grupos armados independentes que ameacem o poder. Se encontra também a Universalidade, tratando-se esta da capacidade de se tomar decisões para toda a coletividade. E por último a Inclusividade, que é a possibilidade de intervir, de modo imperativo, em todas as esferas possíveis de atividades de membros do grupo e de encaminhar tais atividades aos fins desejados ou de desviá-las de um fim não desejado.

#### Hobbes e o direito natural

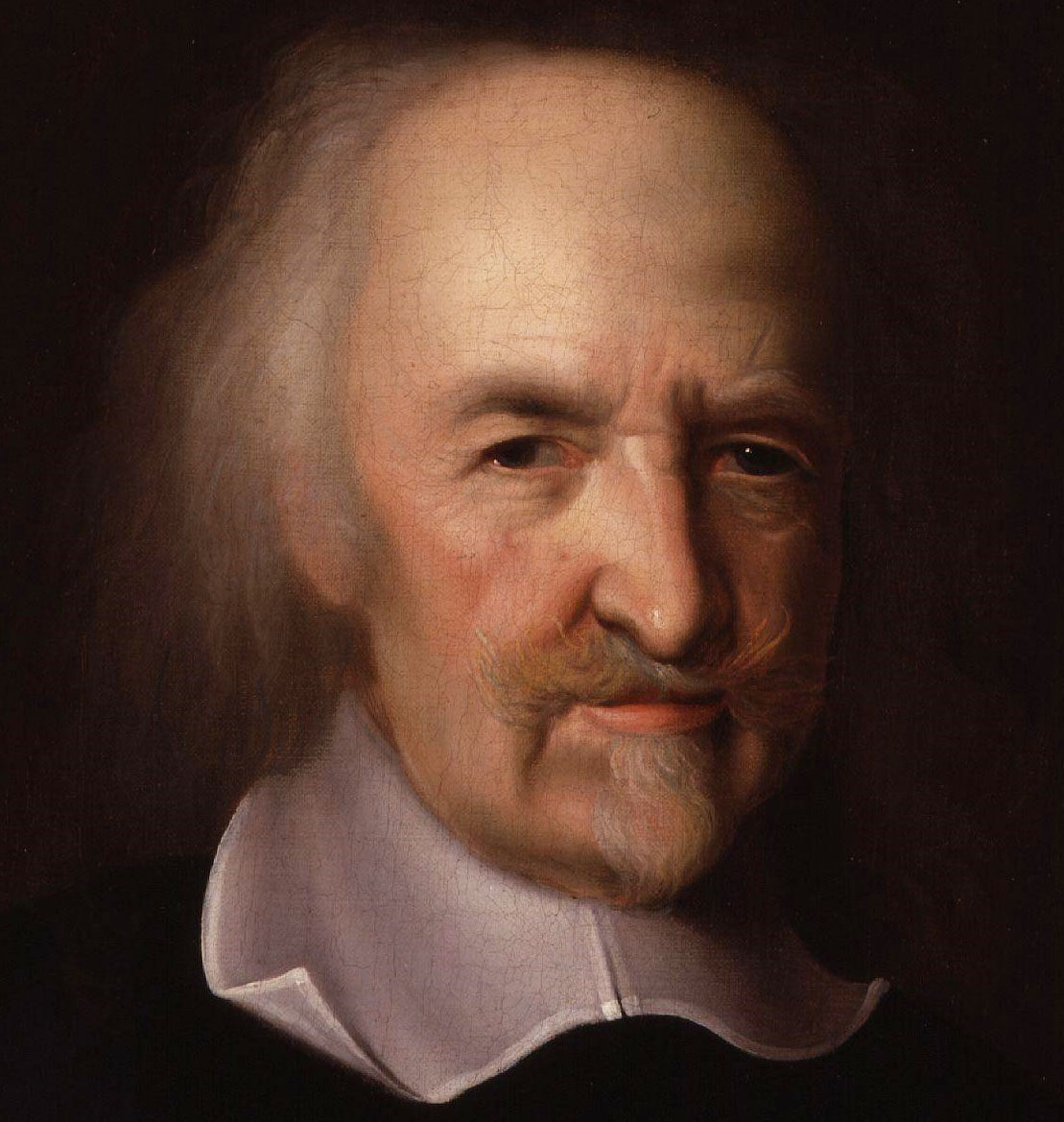
Thomas Hobbes, teórico político criador de Leviatã.

O fundamento da teoria moderna do Estado, segundo Hobbes, é a passagem do Estado natural ao Estado civil, ou da anarchía à archia, do Estado apolítico ao Estado político. Essa transição é representada pela renúncia de cada um ao direito de usar cada um a própria força existente no Estado natural e que torna todos os indivíduos iguais entre si, para delegar o direito do exercício da força a uma única pessoa, um único corpo, que será o único autorizado a usar a força contra eles.

#### Teorias marxista e weberiana
A hipótese jusnaturalista abstrata adquire profundidade histórica na teoria do Estado de Marx e de Engels, segundo a qual a sociedade é dividida em classes antagônicas e as instituições políticas têm a função primordial de permitir à classe dominante manter seu domínio. Mas, este objetivo só pode ser alcançado na estrutura do antagonismo de classes pelo controle eficaz do monopólio da violência; é por isso que, cada Estado é, e não pode deixar de ser uma ditadura. Já é clássica a definição de Max Weber:
| “ | Por Estado se há de entender uma empresa institucional de caráter político onde o aparelho administrativo, leva avante, em certa medida e com êxito a pretensão do monopólio da legítima coerção física. Com vistas ao cumprimento das leis. | ” |

## A finalidade da política
O que a política pretende alcançar pela ação dos políticos, em cada situação, são as prioridades do grupo (ou classe, ou segmento nele dominante): nas convulsões sociais, será a unidade do Estado; em tempos de estabilidade interna e externa, será o bem-estar, a prosperidade; em tempos de opressão, a liberdade, direitos civis e políticos; em tempos de dependência, a independência nacional. A política não tem fins constantes ou um fim que compreenda a todos ou possa ser considerado verdadeiro: "os fins da Política são tantos quantas são as metas que um grupo organizado se propõe, de acordo com os tempos e circunstâncias". A política se liga ao meio e não sobre o fim, corresponde à opinião corrente dos teóricos do Estado, que excluem o fim dos seus elementos constitutivos. Para Max Weber: "Não é possível definir um grupo político, nem tampouco o Estado, indicando o alvo da sua ação de grupo. Não há nenhum escopo que os grupos políticos não se hajam alguma vez proposto(…) Só se pode, portanto, definir o caráter político de um grupo social pelo meio(…) que não lhe é certamente exclusivo, mas é, em todo o caso, específico e indispensável à sua essência: o uso da força". Portanto, o fim essencial da política é a aquisição do monopólio da violência.

## Política relacional
A esfera da política é a da relação amigo-inimigo. Nesse sentido, a origem e de aplicação da política é o antagonismo nas relações sociais e sua função se liga à atividade de associar e defender os amigos e de desagregar e combater os inimigos (ver: Guerra política). Há conflitos entre as pessoas e entre os grupos sociais, entre esses conflitos, há alguns notáveis pela intensidade que são os conflitos políticos. As relações entre os grupos instigadas por esses conflitos, agregando os grupos internamente ou os confrontando entre si, são as relações políticas. Em Dell'arte della guerra ("A Arte da Guerra"), Maquiavel descreve sua estratégia militar (e política) de dividir para conquistar. O conflito mais amplo, entre grupos consubstanciados em Estados é a guerra, nesse sentido tida como a continuação da política por outros meios, no dizer de Clausewitz.  

## Política, moral e ética

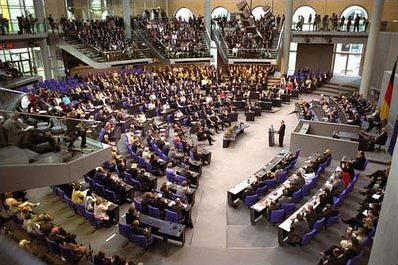
Parlamento da Alemanha.

A crise política sem fim e sem precedentes sugere algumas reflexões sobre o problema da ética na política. Nenhuma profissão é mais nobre do que a política porque quem a exerce assume responsabilidades só compatíveis com grandes qualidades morais e de competência. A atividade política só se justifica se o político tiver espírito republicano, ou seja, se as suas ações, além de buscarem a conquista do poder, forem dirigidas para o bem público, que não é fácil definir, mas que é preciso sempre buscar. Um bem público que variará de acordo com a ideologia ou os valores de cada político, mas o qual se espera que ele busque com prudência e coragem. E nenhuma profissão é mais importante, porque o político pode ter uma má influência sobre a vida das pessoas maior do que a de qualquer outra profissão.
A ética da política não pode ser diferente da ética da vida pessoal. E além de observar os princípios gerais, como não matar ou não roubar, o político deve mostrar ao povo que o elegeu sua capacidade de defender o bem comum, e o bem estar de toda a sociedade, sem se preocupar com o simples exercício do poder. Além de não distinguir, de qualquer forma, os demais membros da sociedade, deve ser capaz de mostrar a esses membros que assume a responsabilidade pela consecução deste objetivo. Exerce assim, o que se convencionou chamar da "ética da responsabilidade".
E a ética da responsabilidade leva em consideração as consequências das decisões que o político adota. Em muitas ocasiões, o político pode ser colocado frente a dilemas morais para tomar decisões. Mas, o político ciente, de sua obrigação com a ética da responsabilidade, sabe que não deve subverter seus valores e, muito menos aqueles que apresentou para seus eleitores.